# Club des jacobins
 (mars 2018).

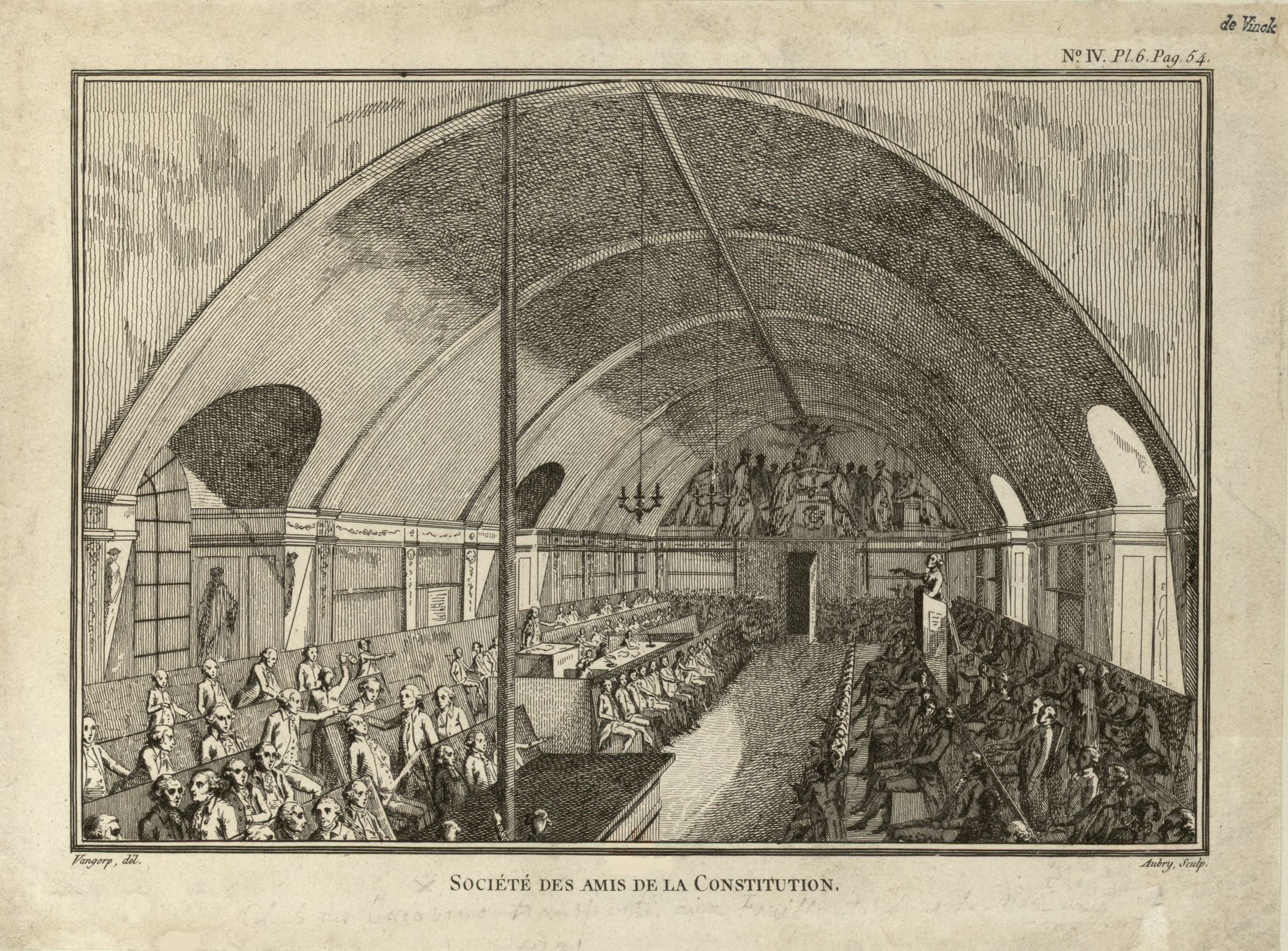
Une séance au Club des jacobins en 1791 dans la bibliothèque des Dominicains. Alexandre de Lameth préside, tandis que Mirabeau prononce un discours.

La société des Amis de la Constitution, plus connue ensuite sous le nom de Club des jacobins, est le plus célèbre des clubs révolutionnaires de la Révolution française. « C’est ici que s’est préparée la Révolution, dit Georges Couthon en 1793, c’est ici qu’elle s’est faite, c’est ici que se sont préparés tous les grands événements ».
Appelé d'abord Club breton, le club tient son nom du couvent des jacobins de la rue Saint-Honoré (collège des Jacobins) où il s’est installé en 1789, dans une salle louée par le couvent de l'Annonciation, fondé entre 1611 et 1613 par Sébastien Michaëlis comme extension du couvent des jacobins de la rue Saint-Jacques (Jacobus en latin).
Le Club des jacobins est une société de pensée qui a constitué, pendant la Révolution française, à la fois un groupe de pression et un réseau d’une remarquable efficacité. L’action du club, essentielle dès le début de 1790, devient dominante entre 1792 et 1794. À la fin de 1793, environ 6 000 sociétés de même type sont en correspondance avec lui dans toute la France. La chute de Robespierre marque la fin du grand rôle politique exercé par le club et entraîne sa dissolution en novembre 1794.
Depuis cette époque, le nom et l’adjectif s’appliquent à un homme, une femme ou un courant politique partisan d'un pouvoir centralisé de l’État et hostile à toute idée de son affaiblissement ou de son démembrement.

## Histoire
L’histoire du Club des jacobins peut être divisée en trois périodes, que Michelet caractérise à travers les hommes : « Il y a eu le jacobinisme primitif, parlementaire et nobiliaire, de Duport, Barnave et Lameth, celui qui tua Mirabeau. Il y a eu le jacobinisme des journalistes républicains, orléanistes, Brissot, Laclos, etc., où Robespierre domina. Enfin… le jacobinisme de 1793, celui de Couthon, Saint-Just, Dumas, etc., lequel doit user Robespierre, s’user avec lui ».

### La Constituante (1789-1791)

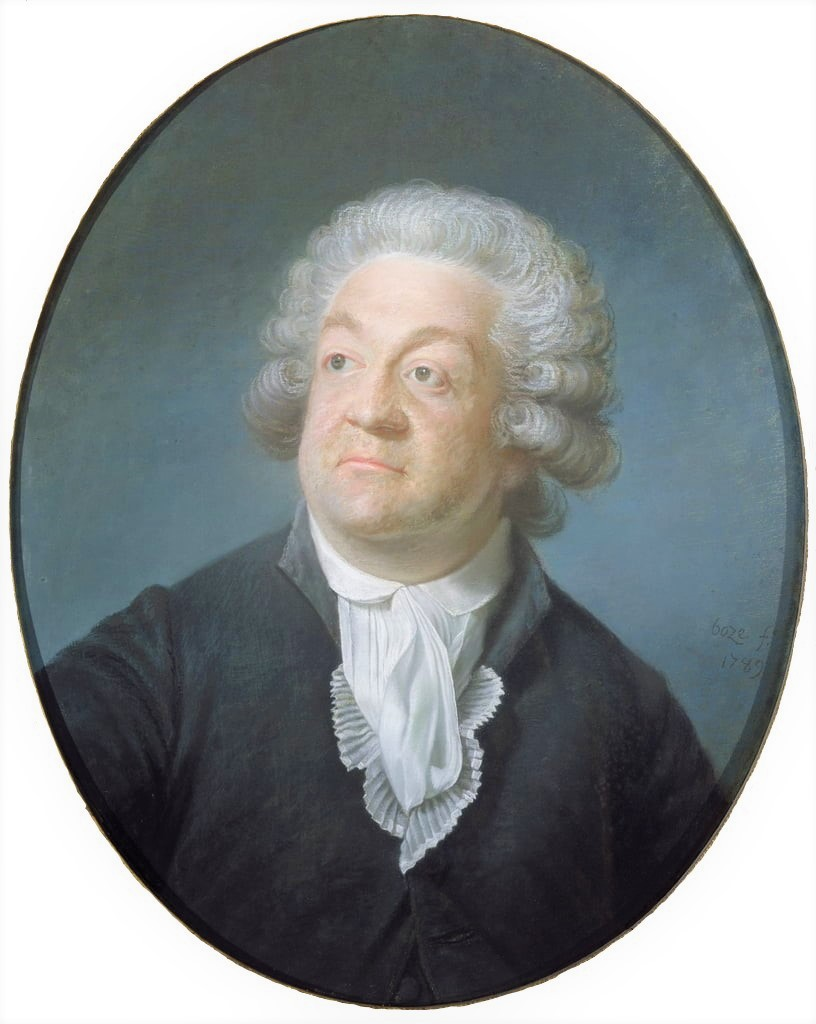
Mirabeau domine le club jusqu’en décembre 1790.

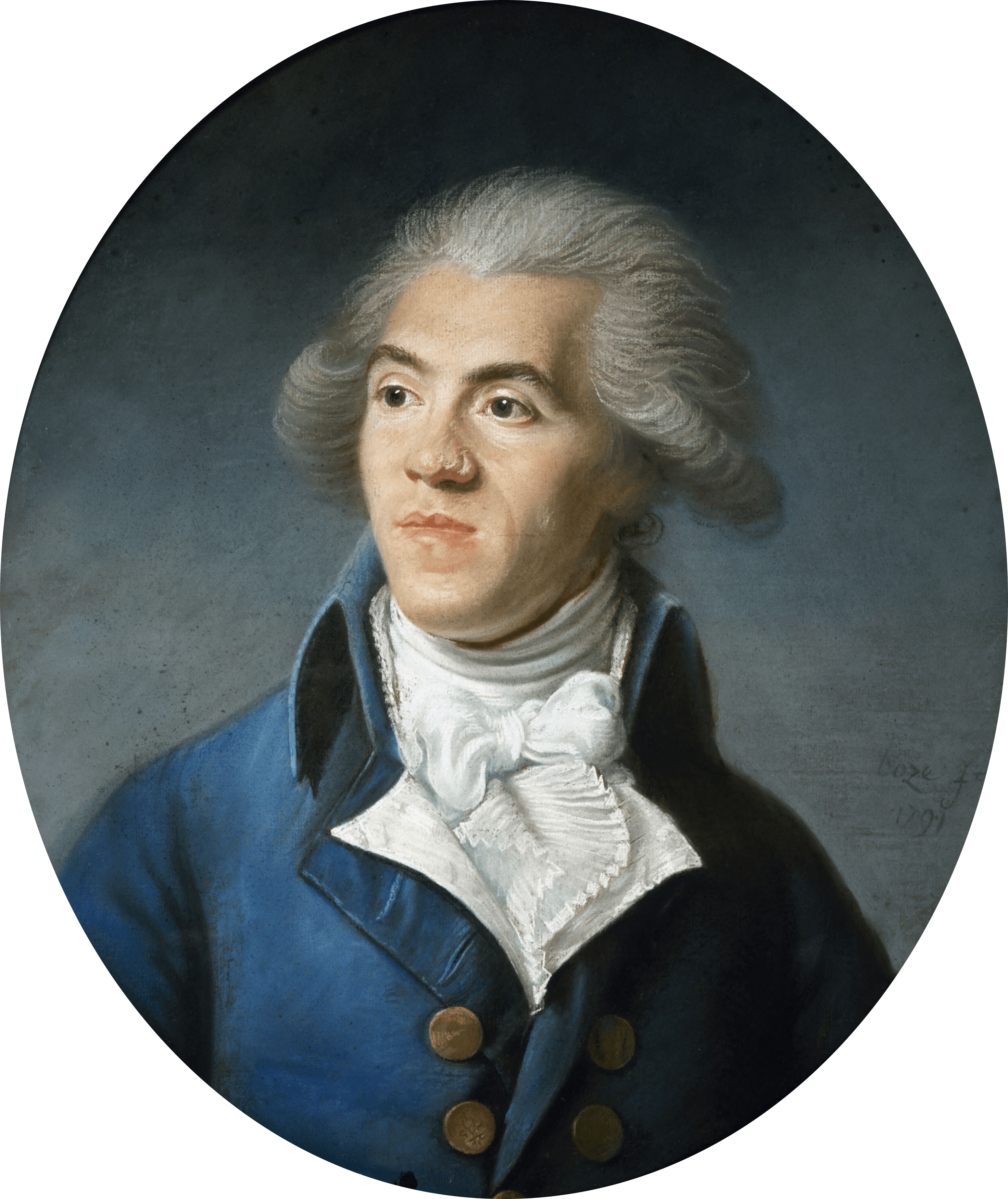
Barnave qui, avec Duport et Lameth, succède en triumvirat à Mirabeau.

Le 30 avril 1789, les députés bretons aux états généraux — notamment Le Chapelier, Lanjuinais et Glezen, avocats au barreau de Rennes — fondent, à Versailles le Club breton, bientôt ouvert à d’autres députés patriotes. Après les journées des 5 et 6 octobre et le transfert de l'Assemblée constituante à Paris, à la suite du roi, ce club se reconstitue sous le nom de « Société des amis de la Constitution » et s’installe au couvent des Jacobins, nom qui va faire sa célébrité.
L’objet du club est à l’origine de préparer les séances à l’Assemblée, en discutant d’avance les textes qui doivent y être débattus et de travailler à l’établissement et à l’affermissement de la Constitution. Le succès est rapide : 200 adhérents à sa création, déjà plus d’un millier en décembre 1789. Le recrutement désormais n’est plus réservé aux seuls députés, mais une cotisation (24 livres) et la nécessité d’être présenté par cinq parrains confèrent à la société un caractère fermé. On y trouve toutes les têtes du parti patriote, de Mirabeau à Robespierre, de La Fayette à Pétion, en passant par le triumvirat Duport, Barnave et Lameth.
Très vite, le club s’entoure en province de sociétés filiales à qui il donne une investiture. Près de 150 filiales fin 1790, assez nombreuses déjà pour constituer un réseau national doté, dès octobre 1790, d’un Journal des Sociétés des amis de la constitution, fondé par Choderlos de Laclos. Un comité de correspondance, le plus important du club, contrôlé par Barnave et ses amis veille aux relations entre la société mère et les filiales.
L’analyse sociale du recrutement, à Paris comme en province, fait apparaître la même prédominance de l’élite du tiers état : négociants, magistrats, officiers, médecins, rentiers.
À Paris, c’est Mirabeau qui, par son éloquence, exerce, au moins jusqu’en décembre 1790, la plus grande influence au Club des jacobins. Le 2 mars 1791, Lameth détruit son influence en l’accusant de collusion avec les « aristocrates ». Dès lors, c’est le triumvirat qui domine aux jacobins.
En raison de son refus de prêter le serment civique, Bergasse se trouva en butte avec le Club des jacobins et n’eut pas l’occasion de démontrer à l’Assemblée à quel point les assignats allaient conduire, d’un point de vue monétaire, à la ruine du pays à travers la spéculation, l’agiotage, l’affaiblissement du commerce extérieur et intérieur, la fuite des capitaux et numéraires (métaux précieux) par opérations d’arbitrage entre billets de caisse d’escompte d’une part, métaux précieux d’autre part et finalement lettres de change entre Paris et Londres. Bergasse prédit l’affaissement très important de la devise. Les assignats furent donc adoptés avec l’appui de Mirabeau et l’hyperinflation ainsi que des troubles politiques très importants s’ensuivirent.
Mais la fuite du roi en juin 1791 et son retour change la donne. Les décrets qui déclarent l’inviolabilité du roi et le rétablissent dans ses fonctions provoquent une scission. Le 16 juillet 1791, la veille de la fusillade du Champ-de-Mars, désertant les jacobins, Barnave entraîne la majorité modérée (dont la quasi-totalité des députés) et va s’installer au couvent des Feuillants. Aux jacobins, seuls restent une dizaine de députés : Robespierre, Pétion, Roederer, Buzot, Grégoire et quelques autres. Mais la scission provoquée par Barnave va se révéler un échec politique, aussi bien à Paris qu’en province (à l’automne 1791, on dénombre 442 sociétés jacobines contre 60 feuillantes et 110 hésitantes). En juin et en septembre 1791, la société a procédé à un certain nombre d'exclusions liées à l'introduction de la question coloniale dans la vie politique française. Les 10 et 12 juin sur demande de Danton, plusieurs députés des colonies sont suspendus (Gouy d'Arcy, Moreau de Saint-Mery, Jean-Baptiste Gérard, Joseph Curt) pour avoir violé le serment du jeu de paume en boycottant l'Assemblée nationale depuis son vote du 15 mai 1791 qui accordait l'égalité politique à une partie des hommes de couleur libres. Après la fuite de Varennes, ils adhéreront au club des Feuillants.
Le 25 septembre ce fut au tour de Barnave, Alexandre et Charles de Lameth, Goupil de Prefeln et Adrien Duport, dont les noms étaient encore inscrits dans les procès-verbaux de la société. Ici ce fut la radiation pure et simple, car la veille ils avaient fait révoquer ce même décret que l'abbé Grégoire avait appelé dans un discours au club même à maintenir le 16 septembre. Le 26 septembre dans une adresse aux nouveaux législateurs, lue au Club des jacobins l'abbé Grégoire appelle ces députés à voter le rétablissement des hommes de couleur libres dans leurs droits.
Malgré cette victoire, les jacobins n’obtiennent qu’un succès relatif aux élections de septembre 1791 à la législative : leurs candidats sont battus à Paris, même s’ils connaissent en province un sort meilleur. Dans la nouvelle Assemblée, 136 députés s’inscrivent aux jacobins, 260 aux Feuillants. Les autres, plus de 300, refusent de choisir entre les factions. Mais en novembre 1791 c'est un jacobin, le plus proche ami de Robespierre, Jérôme Pétion, qui est élu maire de Paris à la place de Bailly et contre le feuillant Lafayette. Mais le club a changé de rôle. Grégoire et Roederer reformulent les principes d’organisation et la doctrine. De club de discussion, il est devenu une machine politique au service d’une deuxième révolution.

### La Législative (1791-1792)

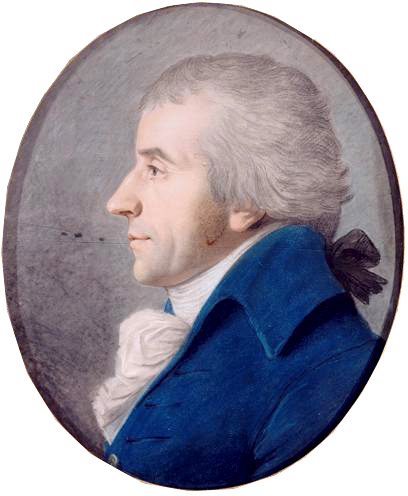
Brissot, député de Paris, est l’homme de la guerre révolutionnaire. Avec ses amis, il représente la deuxième génération révolutionnaire. On les appelle, après Lamartine, les girondins.

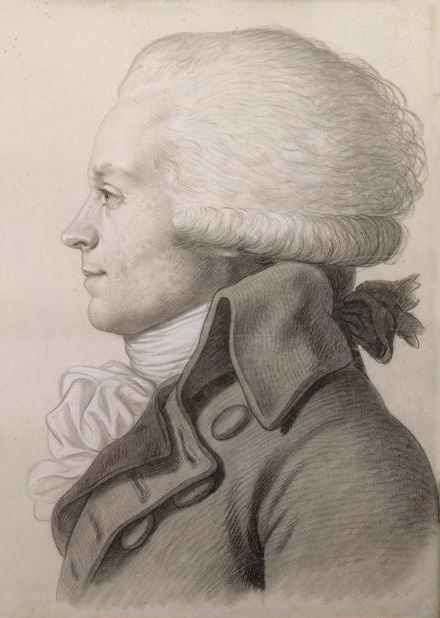
Robespierre se prononce contre la guerre. Le duel qui l’oppose à Brissot a lieu au Club des jacobins. Robespierre y déclame cinq grands discours et une dizaine d’interventions, applaudis par plusieurs futurs députés montagnards.

La nouveauté majeure est sans doute la modification du rapport entre le club et l’Assemblée nationale. Désormais, le club n’est plus essentiellement destiné à préparer les débats à l’Assemblée. Il prend une autonomie réelle. C’est une autre Assemblée. Les grands débats politiques ont lieu maintenant aussi bien au Club des jacobins qu’à l’Assemblée législative, cette dernière se trouvant sans cesse contestée par ces gardiens de l’esprit révolutionnaire que deviennent les jacobins. Rappelons que l’Assemblée législative est composée d’hommes nouveaux, un décret, voté sur proposition de Robespierre, ayant interdit aux Constituants de siéger dans la nouvelle assemblée.
Brissot énumère dans un discours, le 28 septembre, les tâches qui incombent au club : discuter les lois à faire et créer les conditions d’une discipline parlementaire, mais aussi « soumettre la conduite des fonctionnaires publics à la censure rigoureuse du tribunal de l’opinion publique », et surtout « dénoncer les mauvaises lois et rechercher les moyens d’obtenir leur révocation ».
L’admission du public aux séances, le 12 octobre 1791, soumet dorénavant le club à la pression des activistes parisiens dans les tribunes. Aux trois comités de correspondance, d’admission et de présentation, s’ajoutent un comité des rapports et un comité de surveillance, mais le comité de correspondance conserve son rôle stratégique et regroupe les chefs de file en vue : Pétion, Brissot, Buzot, Robespierre, Réal, Carra, Bourdon, Billaud-Varenne, Collot d’Herbois, Desmoulins, Clavière.

L’hiver 1791-1792 est marqué au Club des jacobins par le débat sur la guerre et un duel entre Brissot et Robespierre. Brissot est l’homme de la guerre : « Le moment est venu, dit-il, d’une nouvelle croisade : c’est une croisade de liberté universelle » ; c’est un devoir de donner assistance aux révolutionnaires de l’Europe ; en détruisant le foyer d’émigration de Coblence, on obligera le roi à se déclarer, on rétablira la tranquillité. Robespierre y est hostile. Il craint la dictature militaire et dénonce l’idéalisme de Brissot : 

« La plus extravagante idée qui puisse naître dans la tête d’un politique est de croire qu’il suffise à un peuple d’entrer à main armée chez un peuple étranger pour lui faire adopter ses lois et sa Constitution. Personne n’aime les missionnaires armés. »

Bien que soutenu sur la base du caractère nécessairement pacifique de la Révolution inscrit dans la Constitution par nombre d'adhérents tels que Billaud-Varenne, Camille Desmoulins, Danton, Marat, Anthoine, Simond qui siégeront ensuite à la Montagne, Robespierre n’arrive pas à convaincre. La guerre est déclarée à l’Autriche le 20 avril 1792. Brissot et ses amis semblent conforter leur avantage quand le roi constitue au printemps 1792 un ministère girondin, mais cette compromission avec la Cour les rend vulnérables aux attaques de Robespierre.
Ce dernier reprend l’avantage au Club des jacobins en juillet, avec les premières défaites qui vont radicaliser la Révolution. Dans un important discours, le 29 juillet, Robespierre orchestre les mots d’ordre spontanés des fédérés (20 000 gardes nationaux de province appelés à Paris pour assister à la fête de la Fédération) et des sections parisiennes : déchéance du roi et élection d’une Convention nationale élue au suffrage universel.
Le Club des jacobins est un des principaux bénéficiaires de la journée du 10 août 1792 (chute de la monarchie). Il occupe désormais une position dominante et inaugure la période jacobine de la Révolution française.
C’est le Club des jacobins qui désigne la députation parisienne (24 députés) aux élections à la Convention. Robespierre est élu le premier, Danton le deuxième (avec plus de voix que Robespierre, 638 sur 700 présents).

### La Convention (1792-1794)

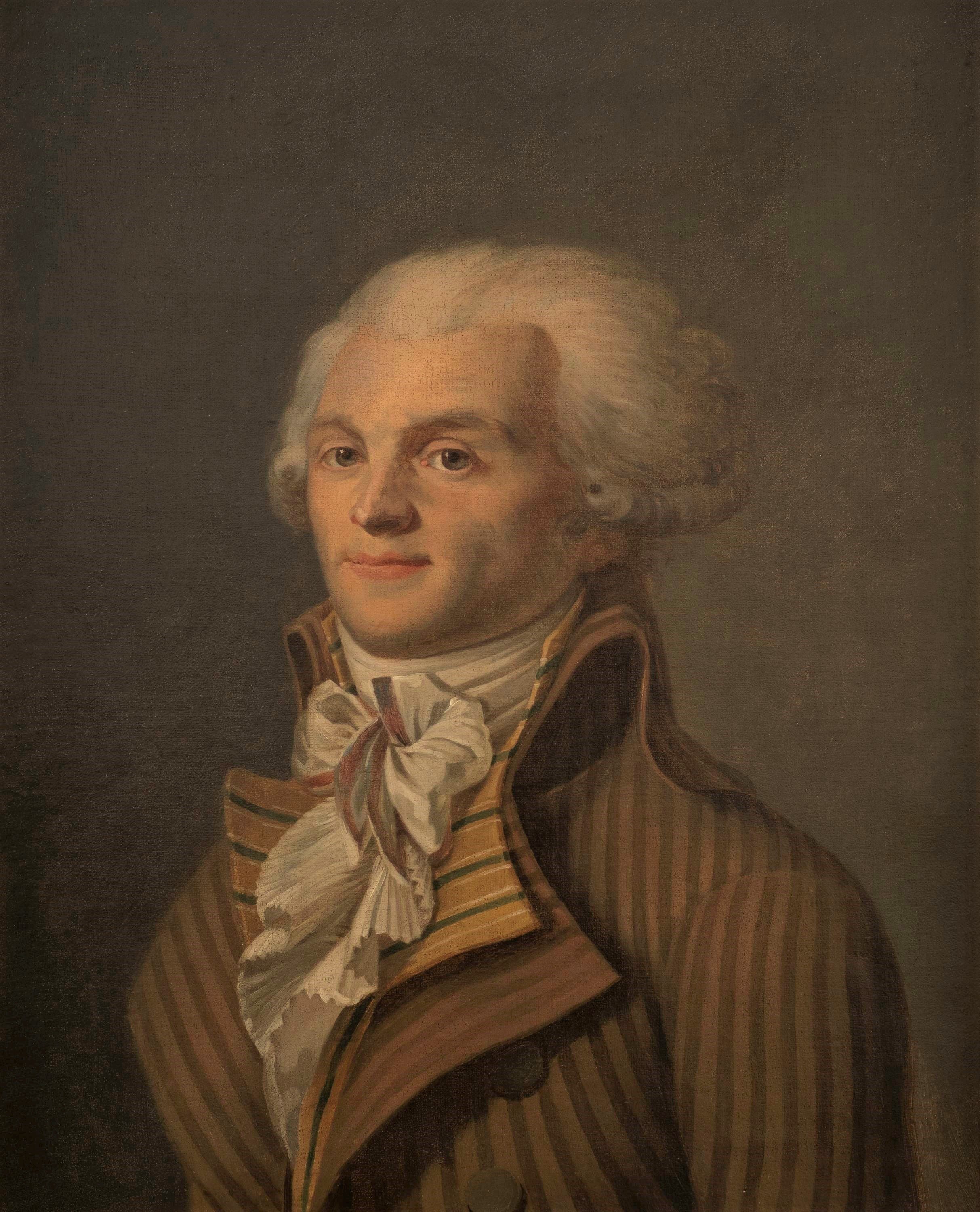
De l’été 1793 à l’été 1794, le iClub des jacobins s’identifie à Robespierre.

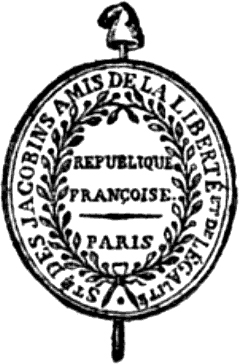
Vignette en forme de sceau du Club des jacobins. À partir de l’automne 1792, le club change de nom et devient la Société des amis de la Liberté et de l’Égalité.

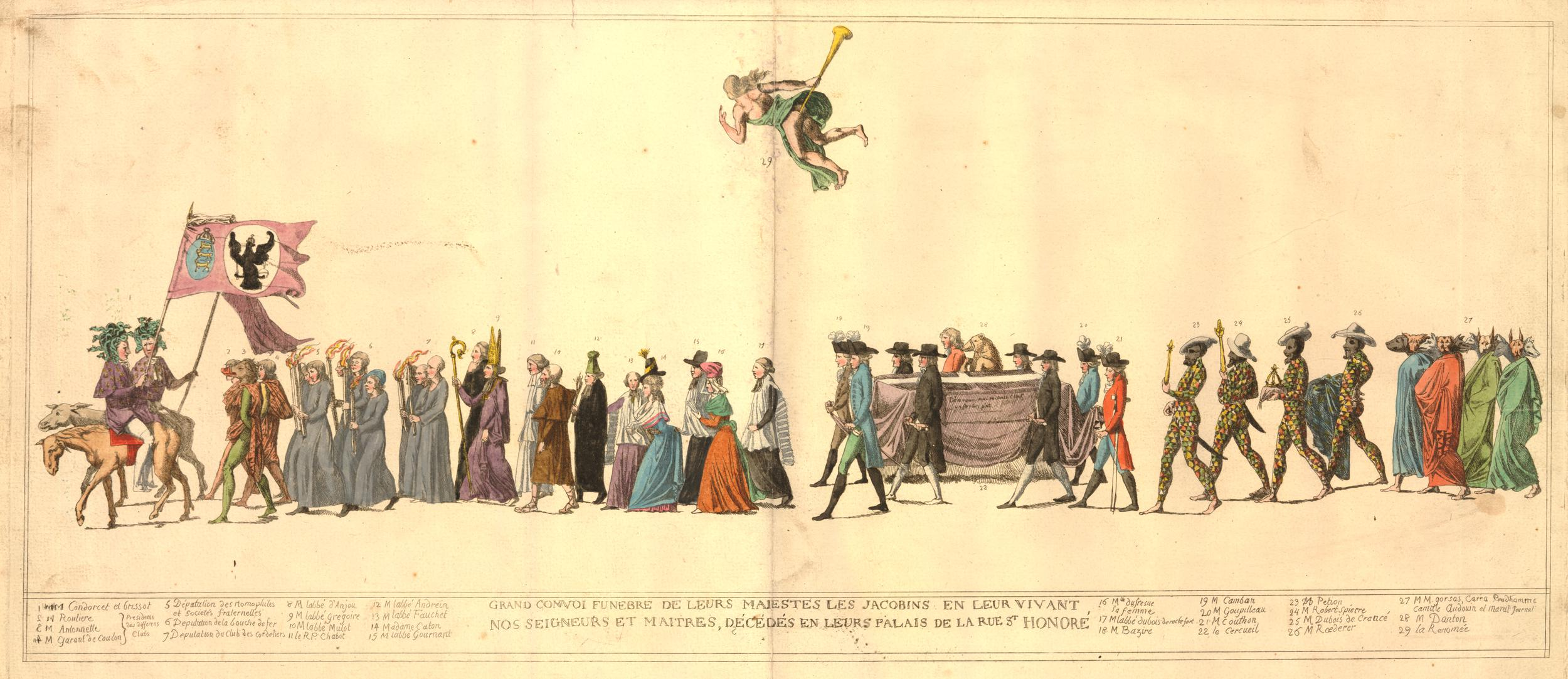
Jean Baptiste Louis Massard .- Grand convoi funebre de leurs majestés les Jacobins en leur vivant nos Seigneurs et Maitres, décédés en leurs palais de la rue St Honoré, Paris, 1792.

À partir de l’automne 1792, le club change de nom et devient la « Société des amis de la Liberté et de l’Égalité ».
Il change aussi de physionomie. Selon Michelet, « cette troisième légion convoquée en quelque sorte au nom de l’égalité différait beaucoup des deux autres. D'abord elle était plus jeune. Puis la grande majorité se composait d’hommes de conditions peu lettrées comme le menuisier Duplay, etc. Ces braves gens très passionnés étaient généralement honnêtes et désintéressés. Profondément fanatiques du salut de la patrie, s’avouant leur ignorance, ils ne cherchaient qu’un directeur, il leur fallait un honnête homme, bien sûr et bien solide qui voulût pour eux, ils remettaient leur conscience dans la main de Robespierre. Ils étaient, si je ne me trompe, plus naïfs et plus violents, moins fins et moins pénétrants que le peuple d'aujourd'hui. Le fanatisme sincère, si peu éclairé des uns, la violence vraie ou simulée des autres, la concurrence de fureur qui était entre eux, chacun voulant primer l’autre en colère patriotique, rendaient la société (toute disciplinée qu’elle semblait) très difficile à manier. Elle sortait souvent de la mesure que comportait le moment. »
Le club devient plus un club de militants qu’un club de députés. Les effectifs parisiens sont alors de l’ordre d’un millier, dont 205 députés à la Convention en octobre 1792, se répartissant entre 38 girondins, 129 montagnards et 38 députés de la Plaine.
Jusqu'aux journées du 31 mai et du 2 juin 1793, le club est le siège du conflit entre montagnards et girondins qui disposent de la majorité à la Convention grâce à l’appui de la Plaine. Dès septembre – octobre 1792, le club est sous la domination de Robespierre et Brissot est exclu des jacobins en octobre comme comploteur et ennemi du peuple. C’est la fin des débats passionnés qui, depuis l’origine, avaient périodiquement agité le club. Il ne s’agit plus dorénavant pour les jacobins d’être une contre-assemblée, mais d’appuyer la minorité la plus radicale de la Convention. L'historienne Alison Patrick a répertorié au sein de la Convention, « les montagnards » et « les montagnards jacobins ». Michelet avait écrit que s'il avait siégé à la Convention en 1793, il se serait assis aux côtés de Cambon et de Carnot : « J'aurais été montagnard mais pas jacobin ».
Le rôle des jacobins est essentiel dans les journées du 31 mai et du 2 juin 1793 (arrestation des girondins). Le programme est tracé début mai par le frère de Robespierre, Augustin : « Il faut que tous les bons citoyens se réunissent dans leurs sections, qu’ils y dirigent l’opinion publique d’une manière plus utile qu’ils ne l’ont fait jusqu’à présent, et qu’ils viennent à la barre de la Convention nous forcer de mettre en état d’arrestation les députés infidèles. » Les jacobins vont participer activement au travers de plusieurs de leurs membres au comité dit « de l'Évêché » qui va organiser l’insurrection. Le 26 mai, au club, Maximilien Robespierre invite « le peuple à se mettre en insurrection contre les députés corrompus ». Le 2 juin, une foule de 80 000 hommes armés investit la Convention. Après une tentative de sortie en cortège qui se heurte aux canons de Hanriot, l’assemblée doit se résigner à décréter l’arrestation de tous les chefs girondins.
Les jacobins, gardiens de l’orthodoxie révolutionnaire, vont alors recourir de plus en plus au scrutin épuratoire, à Paris et en province sous l’impulsion des représentants en mission. À Paris, après l’épuration d’avril 1793 conduite par un comité désigné et non élu, car Robespierre a fait valoir que « la société a beaucoup d’ennemis dans son sein qui sont intéressés à écarter de ce comité les membres dont ils redoutent la sévérité », les purges vont se succéder avec l’élimination des « factions » (hébertistes, dantonistes). « On vote à main levée, par définition : le secret ne convient qu’aux complots. La décision, du coup, doit être prise avant la réunion du club, dans les conciliabules des chefs, et ratifiée par le fanatisme ou le suivisme des troupes. Et la province suit la maison mère ».
Les jacobins contrôlent alors un réseau de 5 500 filiales en France, et représentent 100 000 à 200 000 militants. L’implantation est forte dans le Nord et le Nord-Ouest, l’Île-de-France, l’Aquitaine, le Sud-Ouest et la Provence orientale, faible dans le Bocage normand, la Bretagne intérieure, la Vendée de l’Ouest, les Vosges, l’Alsace, la Champagne, le Berry, le Bourbonnais et une partie du Massif central. Dans chaque commune il faut, dit une instruction du Comité de salut public, « une société qui réchauffe l’esprit public, protège le peuple et surveille ceux qui pourront lui nuire ». Les attributions de ces filiales sont multiples : encourager les enrôlements et soutenir l’effort de guerre, traquer les suspects, surveiller l’exécution des lois, imposer le nouveau calendrier révolutionnaire, etc.
Les jacobins constituent la base du pouvoir de Robespierre en l’an II. C’est là qu’il aime à se rendre, qu’il essaye ses idées, qu’il est régulièrement acclamé. Il y est « comme un poisson dans l’eau » selon le mot de François Furet.
La préparation du complot du 9 thermidor (le 27 juillet) est bien connue. Le Comité de salut public s’est divisé. Robespierre n’y paraît plus depuis plus d’un mois. Collot d’Herbois, Billaud-Varenne et Carnot se sentent menacés et prennent contact avec d’autres groupes : les anciens représentants en mission rappelés par Robespierre pour avoir « abusé des principes révolutionnaires », le Comité de sûreté générale qui n’accepte pas de voir rogner ses prérogatives en matière de police, les députés de la Plaine qui subissent le régime de la Terreur.
Le Club des jacobins va soutenir jusqu’au bout Robespierre mais ne va pas être capable de soulever les sans-culottes des sections comme il l’avait fait le 2 juin.

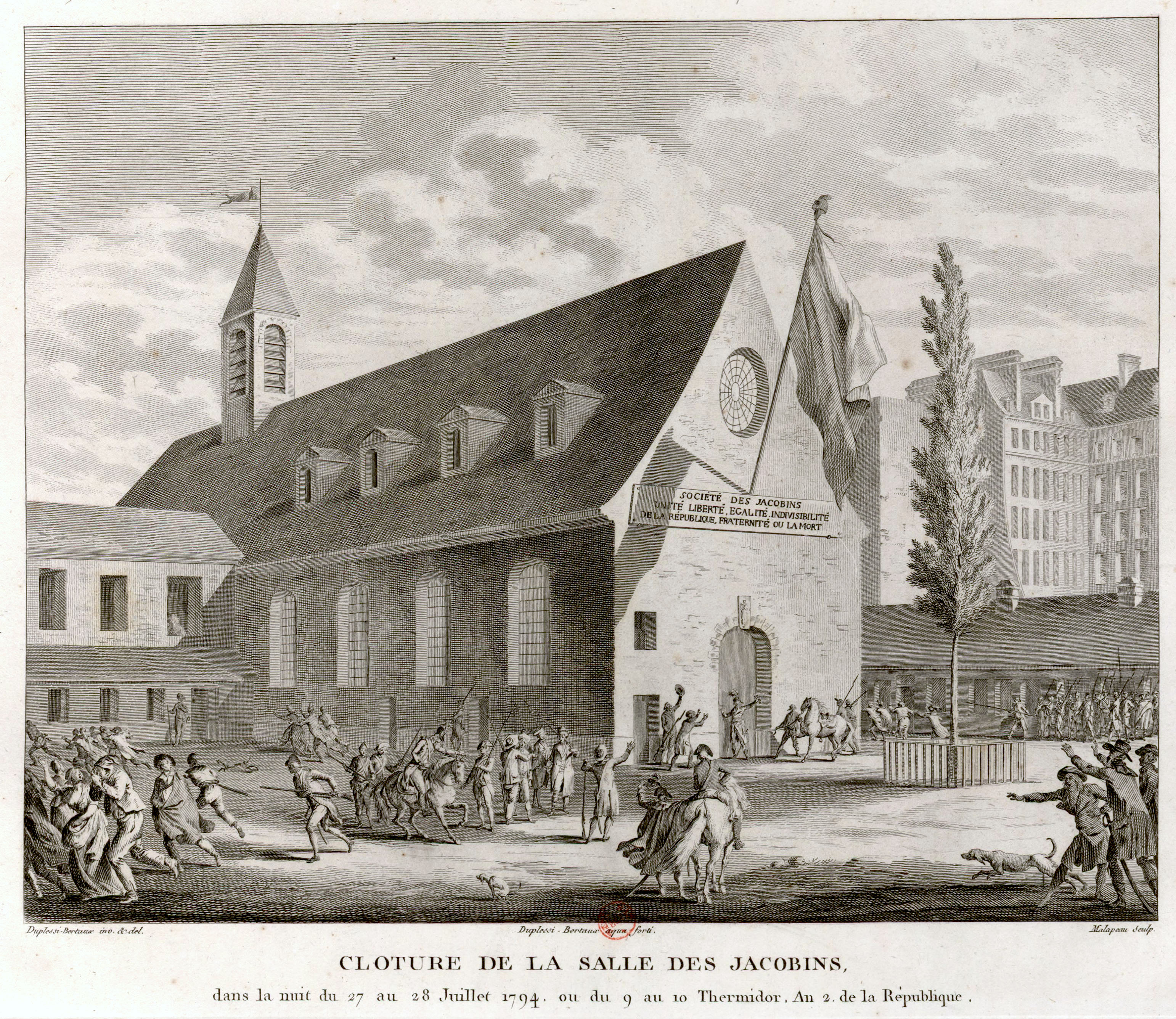
Estampe représentant la clôture du club des Jacobins le 10 thermidor an II, Paris, BnF, département des estampes

Le 8 thermidor (le 26 juillet), Robespierre prend la parole à la Convention pour réclamer le châtiment des traîtres (sans les nommer) et l’épuration des comités. « Je reproche à Robespierre de faire chasser des Jacobins qui bon lui semble » s’écrira Panis faisant allusion à Fouché. Intimidée, l’Assemblée vote l’impression de son discours. « Robespierre, bien que l’on ait voté l’impression de son discours, ne sort pas victorieux de la salle du Manège. »
Le soir, il se rend aux Jacobins avec Couthon. Billaud-Varennes et Collot d’Herbois l’y ont devancé. Tous les quatre demandent la parole. Robespierre l’obtient. Il relit son discours dans une tout autre ambiance qu’à la Convention : les Jacobins l’acclament. Billaud et Collot veulent répondre ; peine perdue. Sous les huées et les cris de : « À la guillotine ! » ils sont chassés de la salle. Et Dumas, président du Tribunal révolutionnaire, leur crie d’une voix tonitruante : « Je vous attends demain au Tribunal ! »,
Le lendemain, 9 thermidor, à la Convention, Saint-Just est choisi par Robespierre pour dénoncer « les ennemis de la vertu » mais après deux phrases, c’est le tumulte. « Jamais assemblée parlementaire ne vit plus beau désordre. Tout a été soigneusement orchestré. » Billaud-Varenne et Collot d’Herbois interdits de s’exprimer la veille aux Jacobins prennent la direction des opérations. 
Au terme de plus de trois heures de débat dans un vacarme assourdissant, un certain Louchet lance un cri : « Je demande le décret d’accusation contre Robespierre ! ». La Convention se tait. La proposition est acceptée et le vote à bras levé condamne Robespierre. L’insurrection lancée par la Commune et les jacobins échoue et Robespierre est guillotiné avec ses partisans le 10 thermidor (le 28 juillet).
Sa chute n’entraîne pas immédiatement la fin des jacobins. Le club est fermé, puis épuré des éléments supposés robespierristes, il rouvre ses portes peu après. Mais la pression de l’opinion contre la Terreur et ses responsables détermine la Convention à fermer la salle de réunion le 12 novembre 1794. Elle sera détruite six mois plus tard, un décret de 1795 ordonnant de transformer l’immeuble des jacobins en marché public sous le nom de « marché du 9-Thermidor ».

## Nom
Depuis lors en France, le terme « jacobin » est associé aux républicains partisans d’une démocratie centralisée et d’un pouvoir exécutif fort.